# 마녀 배달부 키키
《마녀 배달부 키키》(일본어: 魔女の宅急便, 영어: Kiki's Delivery Service)는 일본의 미야자키 하야오 감독의 영화로 마녀 견습생 키키가 대도시에 정착하여 오소노 아주머니의 빵집에서 배달일을 하는 일상과 사건을 그린 1989년 애니메이션 영화다.
미야자키 하야오가 두 번째로 자신이 각본을 쓰지 않고 감독한 작품이며, 스튜디오 지브리가 미국에서 월트 디즈니 회사와 함께 협력하여 개봉한 첫 영화다. '키키'는 13세의 견습 마녀로, 약초를 다루는 마녀 어머니와 인간 아버지와 함께 작은 농촌 마을에 산다. 영화는 키키가 전통에 따라 자신의 집을 떠나 일 년 동안 혼자서 새 마을에 가서 살면서 성장하는 과정을 그리고 있다.

## 줄거리
어느 시골 마을에서 마녀의 피를 잇고 태어난 키키. '마녀가 되려는 소녀는 13살이 되던 보름달 뜬 밤 마녀가 없는 마을에서 1년을 수행하면 마녀가 될 수 있다'는 전통을 따라, 친구인 고양이 지지와 함께 빗자루를 타고 날아 바다를 건너 대도시에 도착한다. 하지만 도시 사람들은 마녀를 전혀 반기지 않았다. 실망한 키키는 마을을 떠돌다가, 물건을 두고 간 손님을 찾는 빵집 주인 오소노를 만난다. 키키는 자신의 비행 능력으로 그 손님에게 물건을 전해주고 오소노는 그 보답으로 빵집 윗방에서 키키를 묵게 해준다. 무언가 일거리를 찾던 키키는 빵집 일을 도우면서 마녀 배달 서비스를 개업한다.
키키의 첫 손님은 마키라는 패션 디자이너로, 자신이 만든 고양이 인형을 교외의 조카에게 전해달라는 것이었다. 힘차게 나선 키키는 그러나 세찬 바람을 만나 추락하고 그 와중에 숲속 까마귀떼에게 인형을 잃어 버린다. 마침 지지가 인형과 똑같이 생겨서, 키키는 지지를 조카에게 주고 진짜 인형을 찾을 때까지 인형 행세를 하게 한다. 인형을 되찾으러 숲속에 가니 어느 오두막 안에 인형이 찢어진 채로 있었다. 키키는 오두막 주인인 화가 우르슬라에게 부탁해 인형을 꿰매어 돌려받고, 조카의 집에서 진짜 인형과 지지를 맞바꿔 온다.
두 번째 손님은 손녀에게 청어 파이를 구워주려는 노부인이었다. 하지만 노부인의 집 전자레인지가 고장나 파이는 굽지 못한 상태였다. 키키는 돈만 받고 가고 싶지 않다며 집 화덕을 이용해 파이 굽는 것을 도와준다. 도중에 세찬 비가 내렸고, 키키는 흠뻑 젖은 채로 손녀딸의 저택에 파이를 들고 찾아간다. 하지만 손녀딸은 원하지도 않는 파이를 보냈다며 쌀쌀맞게 응대한다. 더구나 시간이 늦어버려서, 키키에게 파티에 가자고 했던 남자아이 톰보의 약속도 지키지 못한다. 집에 돌아온 키키는 그대로 누워버렸다가 다음날 감기에 걸려버린다.
키키는 오소노가 준 약을 먹고 감기를 떨친다. 한편 지지는 마키씨네 고양이와 눈이 맞아 놀러 다닌다. 오소노의 배려로, 키키는 톰보에게 빵을 배달하면서 그를 다시 만나 약속을 깬 걸 사과한다. 톰보는 자기가 발명한 비행 자전거의 시운전을 같이 하자고 한다. 자전거는 날아오르는 듯하다 결국 곤두박질치고 말지만, 키키는 톰보에게 호감을 싹틔우게 된다. 하지만 톰보가 다른 친구들과 만나고, 그 중에 요전번의 손녀딸도 끼어 있는 것을 보자, 키키는 감정이 상해서 톰보를 밀어내고 집으로 돌아온다.
다음날 침울해진 키키는 더 이상 지지의 말을 알아들을 수 없는 자신을 발견하고, 마법의 힘을 잃어버린 것도 알게 된다. 빗자루도 그만 부러뜨려 버린다. 배달 일을 못하게 된 키키는 쓸모없어졌다고 느끼며 마을을 떠돌다가, 도시를 방문한 화가 우르슬라와 재회한다. 키키는 우르슬라의 제안으로 그녀의 오두막에서 하룻밤 묵게 된다. 우르슬라는 키키를 모델로 그림을 그렸고, 그림이 그려지지 않을 때는 다른 일을 하다보면 자연스레 그림 생각도 돌아온다는 조언을 해준다.
다시 밝아진 키키는 일전의 노부인의 집을 다시 찾았다가, 텔레비전에서 비행선 사고를 보게 되고 톰보가 홀로 비행선에 매달려 위험에 처한 것을 알게 된다. 다급하게 달려나간 키키는 톰보를 구하기 위해서, 대걸레를 잡아 들고 정신을 집중하여 비행 능력을 되찾는다. 몇 번의 추락과 미끄러짐 끝에 키키는 톰보를 구해내는 데 성공한다. 이후 키키는 사람들의 신뢰를 되찾고 배달 일도 재개하며, 톰보는 마침내 자전거 비행에 성공한다. 키키네 고향 마을에는 잘 지내고 있다는 키키의 편지를 도착한다.

## 성우진
| 배역          | 일본어 성우       | 한국어 성우 | 영국 영어 성우 (1990년 스트림라인 픽처스) | 미국 영어 성우 (1997년 디즈니) |
| ------------- | ----------------- | ----------- | ----------------------------------------- | ------------------------------ |
| 키키          | 타카야마 미나미   | 소연        | 리아 미셸슨                               | 커스틴 던스트                  |
| 지지          | 사쿠마 레이       | 민지        | 케리건 메이핸                             | 필 하트먼                      |
| 오소노        | 토다 케이코       | 최옥희      | 알렉산드라 켄워디                         | 트레스 맥닐                    |
| 우르슬라      | 타카야마 미나미   | 임미진      | 이디 머먼                                 | 저닌 거로펄로                  |
| 코포리 (톰보) | 야마구치 캇페이   | 이미향      | 에디 프라이어슨                           | 매슈 로런스                    |
| 후쿠오        | 야마데라 코이치   | 이주원      | 그레그 스네고프                           | 브래드 개릿                    |
| 코키리        | 노부사와 미에코   | 최문자      | 바버라 굿슨                               | 캐스 수시                      |
| 오키노        | 미우라 코이치     | 임진응      | 존 댄토나                                 | 제프 베넷                      |
| 노부인        | 카토 하루코       | 이진화      | 멜러니 매퀸                               | 데비 레이놀즈                  |
| 바사          | 세키 히로코       | 최옥희      | 이디 머먼                                 | 이디 매클러그                  |
| 선배 마녀     | 코바야시 유코     | 안소연      | 웬디 리                                   | 데비 데리베리                  |
| 노부인의 손녀 | 카기모토 케이코   | 안소연      | 웬디 리                                   | 셰리 린                        |
| 마키          | 이노우에 키쿠코   | 임미진      | 라라 코디                                 | 줄리아 플레처                  |
| 케토          | 후치자키 유리코   | 이미향      | 라라 코디                                 | 패멀라 시걸                    |
| 케토네 엄마   | 도이 미카         | 이진화      | 다이앤 미셸                               | 줄리아 플레처                  |
| 케토네 아빠   | 하시 타카야       | 정동열      | 불명                                      | 불명                           |
| 미스 도라     | 사이토 쇼         | 이진화      | 다이앤 미셸                               | 페이 디윗                      |
| 경찰관        | 야마데라 코이치   | 이주원      | 스티브 크레이머                           | 맷 K. 밀러                     |
| 아나운서      | 야마데라 코이치   | 류다무현    | 칼 메이섹                                 | 코리 버턴                      |
| 시계탑 파수꾼 | 니시무라 토모미치 | 정동열      | 그레그 스네고프                           | 루이스 아켓                    |
| 대걸레 아저씨 | 타구치 타카시     | 불명        | 스티브 크레이머                           | 불명                           |
| 아기          | 사카모토 치카     | 불명        | 루시 테일러                               | 크리스틴 캐버노                |

## 수상경력
- 1988년 시애틀 국제 영화제에서 최고상을 수상하였다.[2]

## 그 외
- 일본에서는 제목때문에 야마토 운수가 스폰서로 나선 적이 있다.